# Cerničko polje
Cerničko polje (Stepensko-Kuljsko i Crničko polje) je krško polje na jugu općine Gacko. Nalazi se Istočnoj Hercegovini 15 kilometara južno od Gacka. Obuhvaća povšinu od 3 km². Najniža točka u polju je ponor Jašovica koji se nalazi na nadmorskoj visini od 810 metara. Cerničko polje se proteže u pravcu zapad-istok. Polje je dobilo naziv po naselju Cernica, koje se nalazi na južnom obodu polja. Na zapadnoj strani polja se nalaze Zagradci, dok se na istoku nalazi naselje Stepen.